# Galeazzo I Visconti
Galeazzo I Visconti (21 januari 1277 - 6 augustus 1328) was heer van Milaan van 1322 tot 1327.

## Levensloop
Galeazzo was de oudste zoon van Matteo I Visconti en van Athanasia Bonacosa Borri. Het werd als een gunstig voorteken beschouwd dat hij geboren werd in de nacht waarop zijn overgrootoom en zijn vader zegevierden in de Slag bij Desio.
Op 24 juni 1300 huwde hij met de fel begeerde Beatrice d'Este, dochter van Obizzo II d' Este. De coalitie tot stand gekomen tegen zijn vader maakte dat hij weldra werd gedwongen Milaan te verlaten en tot aan de terugkeer in 1310 in ballingschap te leven. In 1322 werd hij, op initiatief van zijn vader, benoemd als capitano del popolo in Milaan en veroverde hij enkele andere gebieden ten nadele van aanhangers van de Welfen.
Tegen het einde van hetzelfde jaar 1322 werd hij echter uit Milaan verjaagd door een opstand, opgezet door zijn neef Lodrisio Visconti. Na 34 dagen werd hij al door de Milanezen teruggeroepen en opnieuw tot kapitein van het volk verkozen. Met de steun van keizer Lodewijk IV, versloeg hij in Vaprio een leger dat tegen hem door de paus was gestuurd. 
De ruzies binnen de familie duurden echter, en Galeazzo werd geconfronteerd met de eisen van zijn broer Marc en van zijn neef Lodrisio. Zij kregen steun van keizer Lodewijk IV van Beieren.
In 1327, na beschuldigd te zijn van de moord op zijn broer Stefano, werd hij, samen met zijn broers Luchino en Giovanni en met zijn zoon Azzo, door de keizer opgesloten in de kerkers van het kasteel van Monza. Ze werden bevrijd in maart 1328 door toedoen van de rebellenleider Castruccio Castracani en van andere leiders van de Ghibellijnen. Zonder zijn macht te heroveren werd Galeazzo als legeraanvoerder in dienst genomen door Castracani, voor wie hij het beleg van Pistoia moest ondernemen. Hij was echter zeer verzwakt door de condities van zijn gevangenschap en gedemoraliseerd door zijn vernederende ondergeschiktheid en door een excommunicatie waaronder hij gebukt ging. Het gevolg was dat hij als een van de eerste slachtoffers viel van de epidemie die in het legerkamp losbrak.  
Zijn zoon Azzo Visconti volgde hem weldra op als heer van Milaan. Zijn dochter Ricciarda werd uitgehuwelijkt aan Tommaso II Di Saluzzo.